# Élection sénatoriale partielle de 2017 dans l'Aube
L'élection sénatoriale partielle dans l'Aube a lieu le dimanche 17 décembre 2017. Elle a pour but d'élire l'un des deux sénateurs représentant le département au Sénat à la suite de la démission de François Baroin (LR).

## Contexte départemental
Lors des élections sénatoriales de 2014 dans l'Aube, deux sénateurs ont été élus : Philippe Adnot (MLM) et François Baroin (UMP).
François Baroin choisit de démissionner le 30 septembre 2017 conformément à la loi sur le non-cumul des mandats.
À la suite de cette démission, une élection sénatoriale partielle a lieu dans le département.

## Sénateur démissionnaire
| Sénateur | Sénateur        | Parti | Fonctions lors de l'élection en 2014 |
| -------- | --------------- | ----- | ------------------------------------ |
|          | François Baroin | LR    | Député, maire de Troyes              |

## Présentation des candidats et des suppléants
| T/S | Candidats | Candidats             | Parti | Principale fonction                                                            |
| --- | --------- | --------------------- | ----- | ------------------------------------------------------------------------------ |
| T   |           | Anna Zajac            | PCF   | Conseillère municipale de Troyes                                               |
| S   |           | Bernard Champagne     | PCF   | Adjoint au maire de La Chapelle-Saint-Luc                                      |
| T   |           | Évelyne Perrot        | UDI   | Maire de Dosches                                                               |
| S   |           | Claude Danrée         | UDI   | Maire d'Orvilliers-Saint-Julien                                                |
| T   |           | Bernard de La Hamayde | LR    | Conseiller départemental, et maire de Saint-Parres-lès-Vaudes                  |
| S   |           | Marie-Noëlle Rigollot | LR    | Conseillère départementale, maire de Baroville                                 |
| T   |           | Alain Balland         | LR    | Conseiller départemental, maire de Saint-André-les-Vergers                     |
| S   |           | Marion Quartier       | LR    | Présidente de la CC du Barséquanais en Champagne, maire de Marolles-lès-Bailly |
| T   |           | Angélique Ranc        | FN    | Conseillère régionale                                                          |
| S   |           | Jean-Paul Vinckier    | FN    | Conseiller municipal de Nogent-sur-Seine                                       |

## Résultats
| Candidats                | Candidats                | Parti                    | Nuance                   | Premier tour | Premier tour | Second tour | Second tour |
| Candidats                | Candidats                | Parti                    | Nuance                   | Voix         | %            | Voix        | %           |
| ------------------------ | ------------------------ | ------------------------ | ------------------------ | ------------ | ------------ | ----------- | ----------- |
|                          | Évelyne Perrot           | UDI                      | DVD                      | 288          | 30,25        | 366         | 38,05       |
|                          | Bernard de La Hamayde    | LR                       | DVD                      | 288          | 30,25        | 330         | 34,30       |
|                          | Alain Balland            | LR                       | LR                       | 274          | 28,78        | 240         | 24,95       |
|                          | Anna Zajac               | PCF                      | COM                      | 56           | 5,88         | 13          | 1,35        |
|                          | Angélique Ranc           | FN                       | FN                       | 46           | 4,83         | 13          | 1,35        |
|                          |                          |                          |                          |              |              |             |             |
| Suffrages exprimés       | Suffrages exprimés       | Suffrages exprimés       | Suffrages exprimés       | 952          | 97,34        | 962         | 96,98       |
| Votes blancs             | Votes blancs             | Votes blancs             | Votes blancs             | 17           | 1,74         | 23          | 2,32        |
| Votes nuls               | Votes nuls               | Votes nuls               | Votes nuls               | 9            | 0,92         | 7           | 0,71        |
| Total                    | Total                    | Total                    | Total                    | 978          | 100          | 992         | 100         |
| Abstention               | Abstention               | Abstention               | Abstention               | 26           | 2,59         | 12          | 1,20        |
| Inscrits / participation | Inscrits / participation | Inscrits / participation | Inscrits / participation | 1 004        | 97,41        | 1 004       | 98,80       |